# アルムニェーカル
アルムニェーカル（Almuñécar）は、スペイン・アンダルシア州グラナダ県のムニシピオ（基礎自治体）。地中海と山地の間に位置する観光地であり、トロピカル･フルーツの産地でもある。

## 歴史

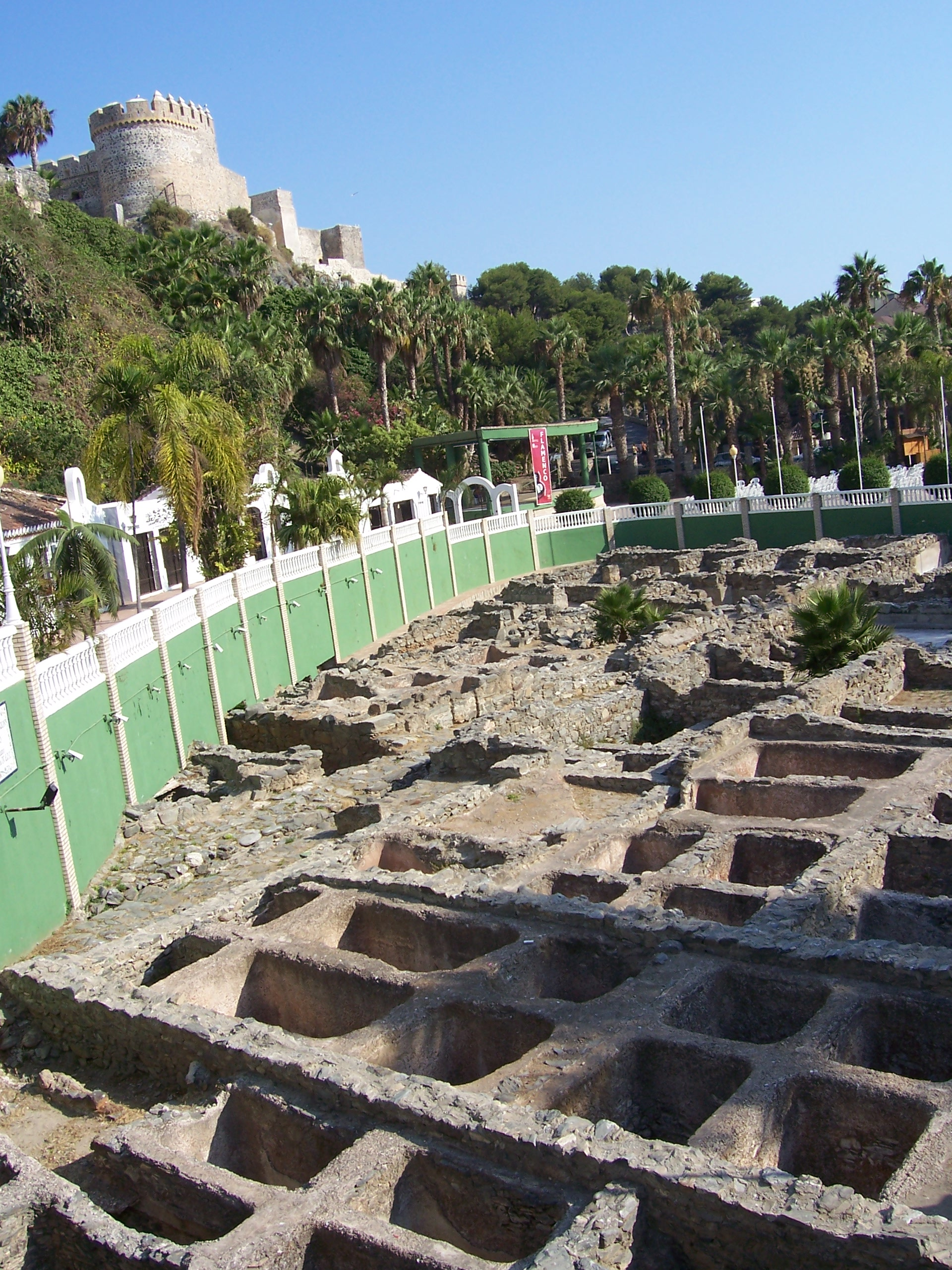
魚加工工場の遺跡

紀元前1500年前、鉄器時代より人の定住地があった。紀元前9世紀にはフェニキア人たちが植民化しセシ（Sexi）と名づけた。ローマ帝国に組み込まれると、塩漬けの魚の一大生産地となり、独自の通貨が鋳造され、神殿、劇場、水道橋がつくられた。ローマ法典が導入され、自治体の名はfirmum Iulium Sexiと呼ばれた。
アル＝アンダルス時代、セシを訪れた旅行家イドリースィーは、町にあった先史時代の遺跡について触れている。755年にアブド・アッラフマーン1世が権力を握ると、セシはエルビラのコラ（地方行政単位）に含まれた。この時代、セシはHins-al-Monacar（山に囲まれた、という意味）と呼ばれていた。
アルムニェーカルの位置は、海に面した軍事的要衝であった。しかし、10世紀まで都市のメディナと同様に城については言及されていない。あらゆる種類の果物、サトウキビ、バナナ、干しブドウ、穀物が生産され、豊富な水産資源に恵まれていたことは、多くの学者たちが伝えている。都市は港があり、城壁の外には定住地や市場、モスクが広がっていた。アル・アンダルスが中小のタイファに分割されると、アルムニェーカルはグラナダ王国に組み込まれ、重要な港湾都市となった。ナスル朝の王族たちが、季節ごとにアルムニェーカルの離宮を訪れた。
1489年、バサ陥落後、同年のうちにグラナダ王国の沿岸都市はカスティーリャ軍に占領された。
現在使用されている、3人のバルバリア海賊が描かれた紋章は、カルロス1世から授けられたものである。

## 人口
| アルムニェーカルの人口推移 1900－2010                   |
|                                                         |
| 出典:INE（スペイン国立統計局）1900年 - 1991年、1996年 - |

## 姉妹都市[4]
- アル・ホセイマ、モロッコ
- バラコア、キューバ
- チェルヴェーテリ、イタリア
- シンゲッティ、モーリタニア
- フュルステンフェルドブリュック、ドイツ
- ケリビア、チュニジア
- ハーンユーニス、パレスチナ
- クウェート市、クウェート
- アライシュ、モロッコ
- リヴリー＝ガルガン、フランス
- プエルト・デ・ラ・クルス、スペイン
- カリニェナ（英語版）、スペイン